# طريق عابر كندا السريع
طريق عابر كندا السريع (بالإنجليزية: Trans-Canada Highway) هو طريق سريع،  تحت مسؤولية فدرالية ومحلية مشتركة، يعبر كندا من المحيط الأطلسي شرقا إلى المحيط الهادي غربا عبر ولاياتها العشر.  يمتد الخط الرئيسي من الطريق لمسافة 7,821 كلم، وبهذا يعدّ من أطول طرق العالم. وبالرغم من اسمه فأن الطريق لا يصل لأي من المناطق الشمالية الثلاث من كندا ولا يصل للحدود الكندية-الأمريكية جنوبا. لكنه يعد جزء من منظومة الطرق السريعة الكندية التي تصل لهذه المناطق.
للطريق فرعان رئيسيان يعدان جزءا منه يمتدان معا عبر أغلب ولايات كندا. فمثلا، في الولايات الغربية يعتبر كلا من طريق عابر كندا السريع وطريق يلوهيد السريع جزءا منه. ويدلّل على هذا الطريق بعلامة مميزة هي ورقة القيفب البيضاء على الخلفية الخضراء والتي قد يختلف تصميمها قليلا من ولاية لأخرى.

## تاريخ الطريق
أقر نظام طريق عابر كندا السريع في عام 1949 وبدأ إنشاؤه في عام 1950. افتتح الطريق رسميا في عام 1962 وتمّت عمليات الإنشاء في عام 1971. وقد كان الطريق عند الانتهاء من أعمال إنشائه أطول طريق سريع متصل في العالم. ما بين عامي 2000 و2001، أخذت الحكومة الكندية في النظر لتحويل كافة مسار طريق عابر كندا السريع طريقاً حراً (أتوستراداً). وبالفعل فقد رصدت الحكومة الفيدرالية ميزانية للقيام بهذا المشروع في بعض المقاطعات للعمل على أجزاء من الطريق، إلا أنها قرّرت في نهاية المطاف التخلي عن هذه الفكرة، بسبب انخفاض كثافة الحركة على بعض أجزاء الطريق.